# Tagir Kusimow
Tagir Taipowicz Kusimow (ros. Тагир Таипович Кусимов, ur. 1 lutego?/14 lutego 1909 we wsi Kusimowo w Baszkirii, zm. 10 maja 1986 w Ufie) – radziecki generał major, Bohater Związku Radzieckiego (1944).

## Życiorys
Urodził się w baszkirskiej rodzinie chłopskiej. Miał wykształcenie podstawowe, od września 1928 służył w Armii Czerwonej, od 1932 należał do WKP(b), w 1932 ukończył szkołę wojskową w Kazaniu, a w 1937 kursy doskonalenia kadry dowódczej. Służył w Zakaukaskim Okręgu Wojskowym, od kwietnia 1942 uczestniczył w wojnie z Niemcami, 27 września 1943 brał udział w forsowaniu Dniepru w obwodzie czernihowskim jako dowódca 58 gwardyjskiego pułku kawalerii 16 Gwardyjskiej Dywizji Kawalerii 7 Gwardyjskiego Korpusu Kawalerii 61 Armii Frontu Centralnego. 24 czerwca 1945 brał udział w Paradzie Zwycięstwa w Moskwie, w 1947 ukończył z wyróżnieniem Akademię Wojskową im. Frunzego, a w 1951 Akademię Sztabu Generalnego im. Woroszyłowa, był szefem sztabu dywizji kawalerii i zastępcą dowódcy korpusu w Turkiestańskim Okręgu Wojskowym. W latach 1963–1969 był komisarzem wojskowym Baszkirskiej ASRR, w 1969 otrzymał stopień generała majora. Był deputowanym do Rady Najwyższej RFSRR, Turkmeńskiej SRR i Baszkirskiej ASRR. Został pochowany na Cmentarzu Muzułmańskim w Ufie.

## Odznaczenia
- Złota Gwiazda Bohatera Związku Radzieckiego (15 stycznia 1944)[1]
- Order Lenina (15 stycznia 1944)
- Order Czerwonego Sztandaru
- Order Wojny Ojczyźnianej I klasy
- Order Czerwonej Gwiazdy (dwukrotnie)

I medale.